# Damián Betular
Damián Betular (Dolores, provincia de Buenos Aires; 20 de octubre de 1982) es un pastelero y cocinero argentino. Fue el chef principal del hotel Palacio Duhau Park Hyatt Buenos Aires y el chef de pastelería ejecutivo de Duhau Pâtisserie, hasta enero del 2022, aunque es más conocido por su rol de jurado en los reality show de Argentina Bake Off Argentina, MasterChef Celebrity Argentinay Bake Off: Famosos al horno España.

## Biografía
Nació el 20 de octubre de 1982 en Dolores, provincia de Buenos Aires, Argentina; localidad donde vivió hasta finalizar sus estudios secundarios en una escuela industrial en cinco años en lugar de los seis años previstos. Se graduó como Técnico Electromecánico.
Hijo de Néstor Betular y Carmen Sepero. Tiene una hermana, Florencia.
Obtuvo en el Instituto Argentino de Gastronomía el título de Profesional Gastronómico en 2002 y de Pastelero Profesional en 2003.
Viajó a obtener experiencia en pastelería en destinos como Londres y Nueva York, donde se perfeccionó en el Culinary Institute, más tarde se capacitó en viajes en México y Japón. Realizó sus prácticas profesionales de cocina alemana en Córdoba y en el Hotel Patagonia Plaza en San Martín de los Andes y trabajó en el restaurante Sucre, donde armó su primera carta de postres guiado por la jefa de pastelería Pamela Villar, y en el restaurante Manero. 
Su carrera en la hotelería comenzó como Pastry Chef al inaugurarse el hotel boutique Algodón Mansión, y continuó en el Buenos Aires Grand Hotel, hasta que se incorporó como chef pastelero en el Palacio Duhau Park Hyatt Hotel de Buenos Aires.
Los productos artísticos que realiza en Duhau Patisserie son creaciones de diseño de pastelería y chocolatería. El proceso creativo lo comienza con un boceto para luego aplicar técnicas de alta pastelería seleccionando cuidadosamente ingredientes de la más alta calidad nacional y regional.
Incursionó como columnista en La ley de Marley, programa radial conducido por Marley en FM 89.9 Radio con vos.
Junto con su amigo Humberto Tortonese tiene previsto abrir El loro negro, un espacio de arte y gastronomía en el barrio porteño de Colegiales.
Brindó clases de pastelería en la Feria Masticar, Festival Bocas Abiertas, Festival del Chef patagónico (Villa Pehuenia) y en ciclos de cocina como Sabores de Montaña o Sabores patagónicos en Villa La Angostura, entre otros. 
El amor por la cocina y, en especial, por la pastelería los adquirió de su mamá y de su abuela. Considera a Osvaldo Gross, Pamela Villar y Beatriz Chomnalez sus maestros en la profesión.

## Televisión
En 2015 participó como invitado en la segunda temporada del reality show gastronómico MasterChef. En esta oportunidad se destacó por brindar una clase magistral sobre los macarones, que es una de sus especialidades más reconocidas de la pastelería francesa.
Fue productor de los desafíos del reality de cocina El desafío de Buddy, producido por Endemol, que se pudo ver en Discovery Home & Health.
De abril a junio de 2018, junto a Pamela Villar y Christophe Krywonis, participó como jurado del reality show de pastelería Bake Off Argentina, el gran pastelero, emitido por Telefe. Continuó su participación en el rol de jurado en la segunda temporada del reality, que se emitió entre marzo y junio de 2020. Una tercera temporada ha sido confirmada en julio de 2021 sin fecha de estreno.
Forma parte del jurado desde la primera edición del reality show MasterChef Celebrity Argentina en septiembre de 2020, con una segunda temporada que se desarrolló entre febrero y junio de 2021.

### Programas
| Año           | Título                                | Rol                         | Medio      | Notas               |
| ------------- | ------------------------------------- | --------------------------- | ---------- | ------------------- |
| 2018–2021     | Bake Off Argentina, el gran pastelero | Jurado                      | Telefe     |                     |
| 2020–2022     | Masterchef Celebrity Argentina        | Jurado                      | Telefe     |                     |
| 2021–2022     | Manos arriba, chef!                   | Chef / Presentador / Jurado | Paramount+ |                     |
| 2022          | ¿Quién es la máscara?                 | Pico, el tucán              | Telefe     | 19.º desenmascarado |
| 2023          | MasterChef Argentina                  | Jurado                      | Telefe     |                     |
| 2024-presente | Bake Off: Famosos al horno            | Jurado                      | La 1       |                     |
| 2024-presente | Sería Increíble (Streaming)           | Coconductor                 | OLGA       |                     |
| 2024          | Bake Off Famosos Argentina            | Jurado                      | Telefe     |                     |

## Premios
Obtuvo el premio Líder del año de las Américas de la cadena hotelera Hyatt en 2014.
Obtuvo el premio Revelación en streaming y el premio mayor Olga de oro en 2024. 